# Art Baker

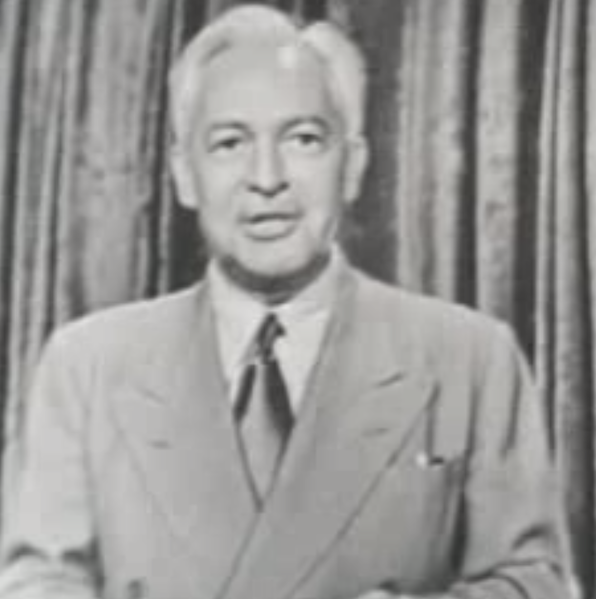
Art Baker (1951)

Art Baker (* 7. Januar 1898 in New York City, New York als Arthur Appleton Shank; † 26. August 1966 in Los Angeles, Kalifornien) war ein US-amerikanischer Schauspieler sowie Radio- und Fernsehmoderator.

## Leben
Art Baker wurde 1898 in New York City, im US-Bundesstaat New York geboren. Er diente im Ersten Weltkrieg, wo er zeitweise Truppensänger war, und reiste anschließend mit Evangelistenpredigern durch die Vereinigten Staaten. Später ließ er sich in Kalifornien mit einem Geschäft für Haushaltsgeräte nieder, das allerdings mit der Great Depression in die Pleite ging. Ein Vorsprechen fürs Radio lief erfolgreich, und schließlich kam Baker mit seiner sonoren Stimme in den 1930er-Jahren als Radioansager zu erster Prominenz.
1937 hatte Baker in dem Film Künstlerball seinen ersten Auftritt. Danach besetzte der schon früh weißhaarige Schauspieler regelmäßig Nebenrollen in Hollywood-Filmen, wobei er oft Autoritätsfiguren wie Firmenbosse, Ärzte oder Politiker gab. Zwei seiner nennenswerteren Auftritte hatte er als Polizist in Alfred Hitchcocks Thriller Ich kämpfe um dich (1945) und als politischer Gegenspieler von Loretta Youngs Hauptfigur in der oscarprämierten Komödie Die Farmerstochter (1947). Mehrmals spielte er auch, seiner sonstigen Berufstätigkeit entsprechend, Radio- und Fernsehansager. Insgesamt umfasst Bakers schauspielerisches Schaffen bei Film und Fernsehen mehr als 50 Produktionen.
Daneben blieb er im Radio mit seiner Sendung Art Baker's Notebook populär. Er wurde auch beim Fernsehen tätig und war moderierte von 1950 bis 1958 die Show You Asked For It. Bei dieser von Baker selbst mitentwickelten, live gesendeten Produktion wurden Zuschauer gebeten, Dinge zu nennen, die dann im Laufe der Show präsentiert wurden – seien es Videoaufnahmen von exotischen Orten oder auch ein Nachspielen der Wilhelm-Tell-Legende.
Baker hat für seine Arbeit im Radio und Fernsehen einen Stern auf dem Hollywood Walk of Fame. Der Stern am 6509 Hollywood Boulevard wurde am 8. Februar 1960 eingeweiht.

### Privat
1920 heiratete Baker Marian Hill und bekam vier Kinder: Virginia, die an Tuberkulose starb, Arthur (Bart), Robert und Dorothy. Baker und seine Frau ließen sich Ende der 1920er Jahre scheiden.
1930 heiratete Arthur Maida Sarah Waters (Aimee Semple McPhersons Sekretärin). Sie hatten ein Kind, Diane, die die Hoover High School in Glendale, Kalifornien besuchte. Sie ließen sich 1945 scheiden.
Baker heiratete 1948 die Broadway-Schauspielerin Alice Weaver und sie ließen sich 1956 scheiden.
Am 11. August 1957 heiratete Baker in London seine vierte Frau, die Zauberin Gerri Larsen. Ihre Ehe wurde auf dem Cover des Genii- Magazins abgebildet. Gerri Larsens Söhne Milt und Bill waren 1963 die Gründer des Magic Castle in Hollywood. Baker wurde Gastgeber von It’s Magic, einer Bühnenshow, die das Interesse an Zauberei in Amerika wiederbelebte.
Baker war Rotarier und leitete die Gesangseinlagen bei der Rotary-International-Jahresversammlung 1938 in San Francisco.
Art Baker lebte die meiste Zeit seiner Karriere in Glendale, Kalifornien, und zog später nach Palm Springs, Kalifornien.

## Filmografie
- 1937: Künstlerball (Artists and Models)
- 1937: Partners in Crime
- 1937: Mr. Dodd geht nach Hollywood (Stand-In)
- 1938: Torchy Blane in Panama
- 1938: Prairie Moon
- 1938: Trade Winds (Sprechrolle)
- 1939: Slightly Honorable
- 1943: The North Star (Sprechrolle)
- 1944: Pinky und Curly (Once Upon a Time)
- 1945: Ich kämpfe um dich (Spellbound)
- 1946: Abie’s Irish Rose
- 1947: The Beginning or the End
- 1947: Die Farmerstochter (The Farmer’s Daughter)
- 1947: Dark Delusion
- 1947: Daisy Kenyon
- 1948: Der beste Mann (State of the Union)
- 1948: Dr. Johnsons Heimkehr (Homecoming)
- 1948: Der Herr der Silberminen (Silver River)
- 1948: The Walls of Jericho
- 1948: Der Superspion (A Southern Yankee)
- 1948: Achtung! Atomspione! (Walk a Crooked Mile)
- 1948: The Decision of Christopher Blake
- 1949: Die China-Mission (State Department: File 649, Sprechrolle)
- 1949: Cover Up
- 1949: Impact
- 1949: Take One False Step
- 1949: Night Unto Night
- 1949: Zweikampf am Red River (Massacre River)
- 1949: Hoher Einsatz (Any Number Can Play)
- 1949: Sturm über dem Pazifik (Task Force)
- 1949: Easy Living
- 1950: Der Gangsterboß von Rocket City (The Underworld Story)
- 1950: Hot Rod
- 1950: The Du Pont Story
- 1951: Belle Le Grand
- 1951: Grund zur Aufregung (Cause for Alarm!)
- 1951: Bis zum letzten Atemzug (Only the Valiant)
- 1951: Hochzeitsparade (Here Comes the Groom)
- 1954: Der sympathische Hochstapler (Living It Up)
- 1955: Maler und Mädchen (Artists and Models)
- 1958: You Asked For It (Fernsehserie, 3 Folgen)
- 1958: Alcoa Theatre (Fernsehserie, Folge 2x02)
- 1960: Tightrope! (Fernsehserie, 2 Folgen)
- 1960: Zwölf Stunden lauert der Tod (Twelve Hours to Kill)
- 1960: Anwalt der Gerechtigkeit (Lock-Up, Fernsehserie, Folge 1x34)
- 1961: Swingin’ Along
- 1961: Unternehmen Feuergürtel (Voyage to the Bottom of the Sea)
- 1962: Adventures in Paradise (Fernsehserie, Folge 3x25)
- 1965: Young Dillinger
- 1966: Die wilden Engel (The Wild Angels)